# Marshalleilanden

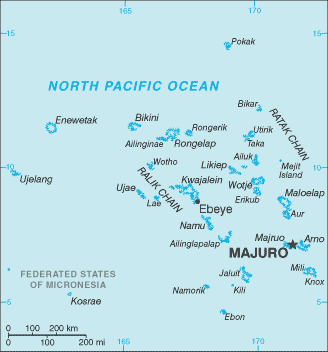
Kaart van de Marshalleilanden

De Marshalleilanden (Marshallees: Aolepān Aorōkin M̧ajeļ, Engels: Republic of the Marshall Islands), officieel de Republiek der Marshalleilanden, zijn een eilandengroep en sinds 1986 een onafhankelijke staat in de Stille Oceaan ten noorden van Nauru en Kiribati, ten oosten van Micronesia en ten zuiden van het eiland Wake.
De eilanden zijn vernoemd naar de Britse ontdekkingsreiziger-kapitein John Marshall, die er in 1788 voet aan wal zette.

## Geschiedenis
De Marshalleilanden waren ongeveer 1000 voor Christus zeker al bewoond. Spanjaarden ontdekten de eilanden in 1529. In 1885 werd de archipel een Duits protectoraat, als deel van Duits-Nieuw-Guinea. Tijdens de Eerste Wereldoorlog veroverde Japan de eilanden; in 1920 werd die overname goedgekeurd in het Verdrag van Versailles en later door de Volkerenbond gesanctioneerd (het Zuid-Pacifisch Mandaatgebied). Op 31 januari 1944 veroverden de Verenigde Staten de eilandengroep. Na de Tweede Wereldoorlog werd het een trustschap van de Verenigde Naties onder Amerikaans bestuur (het Trustschap van de Pacifische Eilanden).

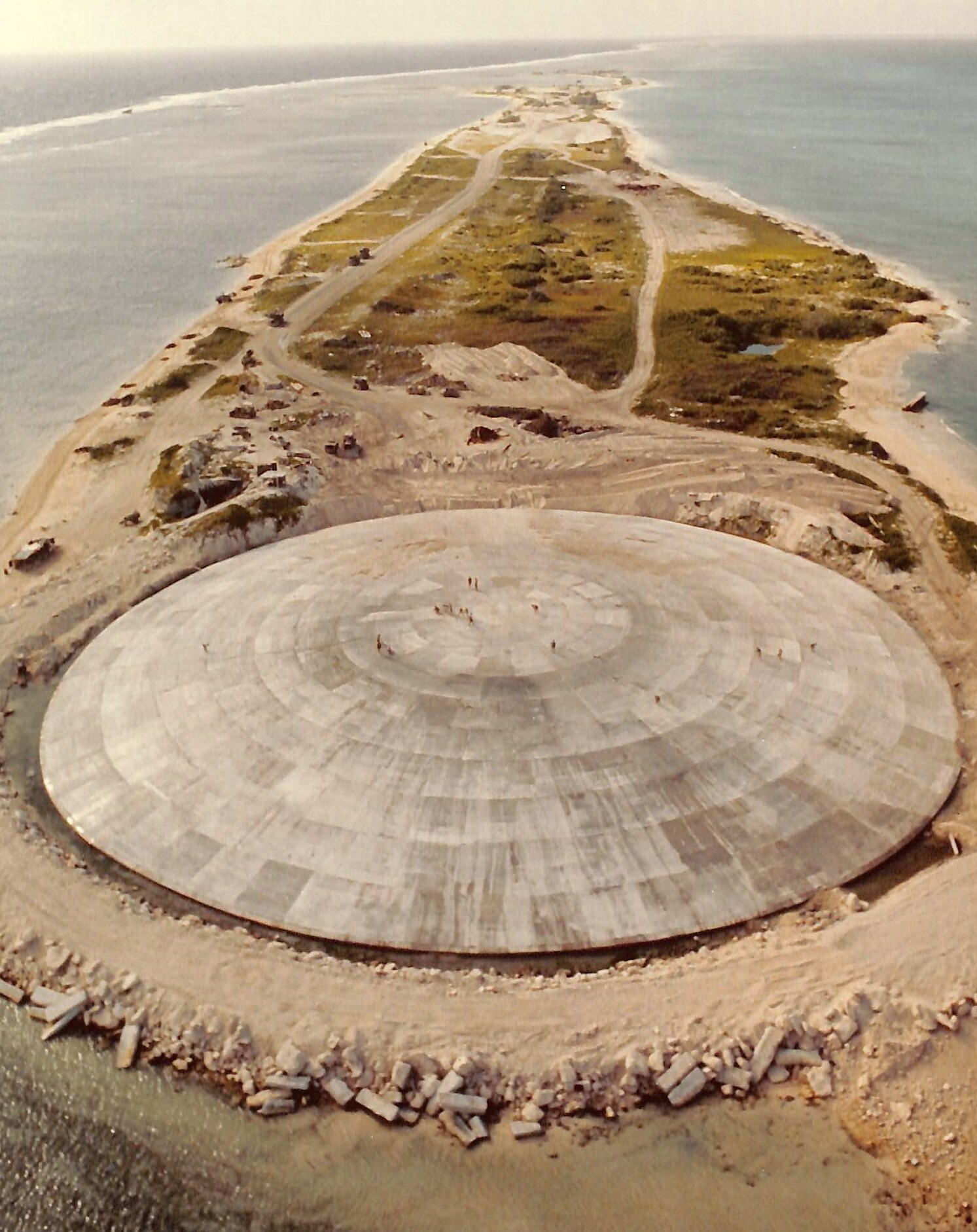
Luchtfoto van de Runit Dome op het eiland Runit, een van de veertig eilanden van het atol Enewetak. De koepel werd geplaatst in een krater met een doorsnede van 100 meter die veroorzaakt werd door 'Cactus': een van de 35 nucleaire proeven van de Verenigde Staten in het kader van Operation Hardtack I die plaatsvonden van 28 april tot en met 18 augustus 1958 op zogeheten Pacific Proving Grounds. Sinds eind jaren 70 herbergt de krater nucleair afval.

Tussen 1946 en 1958 hielden de Verenigde Staten talloze kernproeven boven het atol Bikini, met gevolgen voor de bewoners en die van het nabijgelegen atol Rongelap. Het Amerikaanse ministerie van Binnenlandse Zaken sloot later ter compensatie een miljoenenovereenkomst voor de bewoners van Rongelap. Namens het Amerikaanse Ministerie van Landbouw vaart er jaarlijks een Amerikaans militair schip, uitgerust met een stralingslaboratorium en de benodigde apparatuur, langs de eilanden om de gezondheid van de bewoners te onderzoeken en te testen op de gevolgen van ioniserende straling. Op het eiland Runit van het atol Enewetak is het nucleaire afval opgeslagen in een afgedekte bomkrater. Een rapport uit 2013, dat werd opgesteld in opdracht van het Amerikaanse Ministerie van Energie, vermeldt dat radioactief materiaal uit de krater lekte waardoor de lokale bewoners van Enewetak in hun bestaan worden bedreigd. Bij de sanering is het afdekken van de poreuze bodem van de krater nagelaten vanwege de hoge kosten.
Na het verkrijgen van zelfstandig bestuur in 1979 werden de eilanden in 1986 volledig onafhankelijk, waarbij de Verenigde Staten de veiligheid van de eilandengroep blijven garanderen. Hoewel de eilandengroep onafhankelijk is en de Verenigde Staten formeel slechts de Ronald Reagan Ballistic Missile Defense Test Site op het atol Kwajalein huren, is de invloed van de Verenigde Staten er groot. Zo is de officiële taal Engels en de Amerikaanse dollar de officiële munt.

## Valuta
In de Declaration and Issuance of the Sovereign Currency Act 2018 heeft de regering van de Marshalleilanden vastgelegd dat naast de Amerikaanse dollar de cryptovaluta Sovereign (SOV) is toegestaan als wettig betaalmiddel. Dit maakt de Marshalleilanden het eerste onafhankelijke land met een cryptomunt als wettig betaalmiddel.

## Geografie
De archipel bestaat uit 30 atollen en 1100 eilanden. Het meest bevolkte atol van het land, Kwajalein, is het grootste atol ter wereld. Hoewel Kwajalein-eiland 'slechts' 2.500 inwoners telt, huisvest het eveneens deel van het Kwajalein-atol uitmakende eilandje Ebeye op een oppervlak van 0,36 km² ruim 15.000 mensen, en is daarmee een van de meest dichtbevolkte gebieden ter wereld.

## Bevolking
In 1862 werd de bevolking van de Marshalleilanden ingeschat op 10.000. In 1960 was de bevolking ongeveer 15.000. De volkstelling van 2011 telde 53.158 inwoners. Meer dan twee derde van de inwoners van de Marshalleilanden wonen in de hoofdstad, Majuro, en het tweede stedelijke centrum, Ebeye (gelegen op Kwajalein). Dit aantal is exlusief het aantal Marshallezen dat naar het buitenland geëmigreerd is; de Compact of Free Association stelt hen in staat vrij te verhuizen naar de Verenigde Staten en daar te werken.
De meeste inwoners van de Marshalleilanden zijn Marshallees. Marshallezen zijn van Micronesische oorsprong en men denkt dat zij enkele duizenden jaren geleden vanuit Azië naar de Marshalleilanden zijn gemigreerd. Een minderheid van de Marshallezen heeft enig recente Aziatische afkomst (vooral Japans). Ongeveer de helft van de bevolking van het land woont in Majuro en Ebeye.

## Taal
De officiële talen van de Marshalleilanden zijn het Engels en het Marshallees. Beide talen worden veel gesproken.

## Staatsinrichting
- Staatshoofd: president Hilda Heine, sinds 3 januari 2024
- Regeringsleider: idem
- Parlement: eenkamerparlement met een vierjarige termijn

De Marshalleilanden worden bestuurlijk verdeeld in de (bestuurlijke) atollen:
Ailinginae - Ailinglaplap - Ailuk - Arno - Aur - Bikar - Bikini - Bokak - Ebon - Enewetak - Erikub - Jabat - Jaluit - Jemo - Kili - Kwajalein - Lae - Lib - Likiep - Majuro (hoofdplaats Majuro) - Maloelap - Mejit - Mili - Namorik - Namu - Rongelap - Rongrik - Toke - Ujae - Ujelang - Utirik - Wotho - Wotje

## Klimaatverandering
Klimaatverandering is in dit gebied merkbaar door de stijging van de zeespiegel. Ook heeft het warmer wordende zeewater een nadelige invloed op het koraal, dat tot nu juist een verdedigende rol speelde. 

## Verkeer en vervoer

### Vliegverkeer
De Marshalleilanden tellen 26 luchthavens met regelmatige commerciële verbindingen; twee daarvan zijn internationaal: die in de hoofdstad Majuro en in Kwajalein. Beide luchthavens zijn internationaal verbonden met Guam, Micronesia en de Verenigde Staten, routes die alle worden verzorgd door het Amerikaanse United Airlines. De binnenlandse vluchten worden alle verzorgd door de nationale Marshalleilandse maatschappij Air Marshall Islands; enkel de verbinding tussen Majuro en Kwajalein wordt én door deze maatschappij én eveneens door Continental Micronesia verzorgd.

## Documentaire
- Na ons de zondvloed, deel 4, NTR, vierdelige tv-serie, presentator Kadir van Lohuizen.